# 青年發展委員會
青年發展委員會（英語：Youth Development Commission），改組前為青年事務委員會（英語：Commission on Youth），是香港一個有關青年事務的諮詢機構，於1990年2月成立，成員由民政及青年事務局局長委任，包括社會各階層人士及政府部門代表。2018年4月，時任香港特首林鄭月娥改組「青年事務委員會」為「青年發展委員會」、統籌跨部門的青年政策，依靠「青年發展基金」（Youth Development Fund）運作。

## 職權
青年發展委員會的職權範圍如下：
1. 監督青年相關政策、策略和措施的檢討、制定和落實；
2. 督導及加強決策局、政府部門及其他持份者的協作，以推行與青年相關的政策、策略和措施；
3. 就青年工作推動跨界別協作，以及就青年發展事宜推動相關諮詢及法定組織的參與；
4. 推動青年參與及收集他們對與青年相關的政策、策略和措施的意見，其中包括舉辦行政長官青年高峰會；及
5. 按需要設立專責小組、工作小組及其他模式的附屬小組處理相關工作。

而為協助委員會推行特定範疇的工作，委員會之下又再設立三個專責小組：
1. 青年交流和實習專責小組：專責統疇青年與香港境內外機構實習或進行交流活動；
2. 青年發展基金和計劃專責小組；及
3. 青年外展和參與專責小組。

## 理念
- 凝聚社會力量
- 協助制定及推動有關香港青年發展的計劃及相關活動
- 培養有視野、具創意、能領導、肯承擔的青年，成為香港明日領袖

## 委員名單

### 2017-18年度
| - 主席：劉鳴煒先生, GBS, JP - 委員： \| - - 麥燕薇女士 - 霍啟剛先生, JP - 蕭景威先生 - 鄭仲文先生 - 譚榮勳先生, MH - 陳博智先生 - 李家誠先生, JP - 張潤衡先生, MH - 范凱傑先生 - 郭永亮先生 - 陶兆銘博士 - 甄韋喬博士, MH - Vivek Ashok MAHBUBANI 先生 \| - - 謝曉虹女士 - 黃頌良博士, JP - 竇一龍先生 - 梁毓偉先生 - 彭子傑先生 - 姚國威先生 - 林 琳女士 - 黃貴有博士, MH - 蔡德昇先生 - 徐小龍先生 - 林顥伊博士 - 陳倩雯女士 - 陳浩庭先生 \| - - 李子樹先生 - 馬德仁先生 - 馮寶兒女士 \| 政府部門代表： - 民政事務局代表 - 教育局代表 - 勞工及福利局代表 - 保安局代表 - 民政事務總署代表 秘書： - 民政事務局 | |                                          |
| - - 麥燕薇女士 - 霍啟剛先生, JP - 蕭景威先生 - 鄭仲文先生 - 譚榮勳先生, MH - 陳博智先生 - 李家誠先生, JP - 張潤衡先生, MH - 范凱傑先生 - 郭永亮先生 - 陶兆銘博士 - 甄韋喬博士, MH - Vivek Ashok MAHBUBANI 先生 | - - 謝曉虹女士 - 黃頌良博士, JP - 竇一龍先生 - 梁毓偉先生 - 彭子傑先生 - 姚國威先生 - 林 琳女士 - 黃貴有博士, MH - 蔡德昇先生 - 徐小龍先生 - 林顥伊博士 - 陳倩雯女士 - 陳浩庭先生 | - - 李子樹先生 - 馬德仁先生 - 馮寶兒女士 |

### 2018-20年度[1]
主席：政務司司長
- 張建宗

副主席：
- 劉鳴煒，GBS，JP

非官方委員：
| - 陳浩庭 - 陳寶玲醫生 - 陳博智 - 陳婉婷 - 鄭仲文 - 鄭康煥 - 范凱傑 - 霍啟剛 - 何卓彥 - 何力治 - 何玉芬博士 - 郭永亮 - 鄺勵齡 - 林 琳 | - 劉詩韻 - 梁卓偉教授 - 梁宏正 - 梁毓偉 - 李原曦博士 - 馬德仁 - 吳森雋 - 吳思諾 - 盤翠瑩 | - 冼漢迪 - 蕭景威 - 唐麗萍 - 竇一龍 - 謝曉虹 - 徐小龍 - Rizwan Ullah博士 - 葉沛霖醫生 - 姚國威 - 楊哲安 - 余 嫿 |

當然委員（政府部門代表）：
- 商務及經濟發展局局長
- 教育局局長
- 食物及衞生局局長
- 民政事務局局長
- 民政事務局局長
- 創新及科技局局長
- 勞工及福利局局長
- 保安局局長
- 運輸及房屋局局長

### 2020-22年度
主席：政務司司長
副主席：劉鳴煒
非官方委員
| - 陳浩庭 - 陳寶玲醫生 - 陳博智 - 陳婉婷 - 鄭仲文 - 鄭康煥 - 范凱傑 - 霍啟剛 - 何力治 - 何玉芬博士 - 郭永亮 - 鄺勵齡 - 藍家達 | - 林琳 - 林華盛 - 林恩言 - 劉詩韻 - 李貴霞 - 李雪兒 - 梁卓偉教授 - 梁宏正 - 梁毓偉 - 李原曦博士 - 馬德仁 - 莫芷茵 - 吳森雋 | - 顏雋 - 彭穎生 - 冼漢廸 - 蕭景威 - 唐麗萍 - 竇一龍 - 謝曉虹 - 徐小龍 - 利哲宏博士 - 葉沛霖醫生 - 姚國威 - 楊哲安 - 余嫿 |

當然委員
- 商務及經濟發展局局長
- 教育局局長
- 食物及衞生局局長
- 民政事務局局長
- 創新及科技局局長
- 勞工及福利局局長
- 保安局局長
- 運輸及房屋局局長

### 2022-23年度
主席：政務司司長
副主席：梁毓偉
非官方委員
| - 陳浩庭 - 陳寶玲醫生 - 陳博智 - 陳穎文 - 鄭仲文 - 鄭康煥 - 鍾穎瑤 - 范凱傑 - 霍啟剛 - 何力治 - 郭永亮 - 藍家達 - 林琳 | - 林華盛 - 劉聖雪 - 劉詩韻 - 李貴霞 - 李雪兒 - 李騰駿 - 馬德仁 - 彭穎生 - 蕭景威 - 唐麗萍 - 竇一龍 - 謝曉虹 | - 謝嘉欣 - 徐小龍 - 利哲宏博士 - 姚國威 - 楊哲安 - 余皓媛 |

當然委員
- 商務及經濟發展局局長
- 文化體育及旅遊局局長
- 教育局局長
- 醫務衞生局局長
- 民政及青年事務局局長
- 房屋局局長
- 創新科技及工業局局長
- 勞工及福利局局長
- 保安局局長

## 香港青年大使
「國際青年交流計劃」（The International Youth Exchange Programme）始於1979年，原名「英聯邦青年交流計劃」（Commonwealth Exchange Programe），在1996年交流計劃的範圍擴展到其他國家，並改名為「國際青年交流計劃」。
香港青年大使（Hong Kong Youth）經各大學、大專院校、各區民政事務處、教育局、社會福利署及各制服團體提名，由甄選委員會選出的青年代表，會被分派到不同的國家進行交流活動。

## 批評
批評者指委員會的成員大多數委員年齡高於45歲，與「青年」的定義相去甚遠；其組成成員早期亦以富二代（劉鳴煒及霍啟剛）或親建制派的區議員（陳博智、姚國威、楊哲安和林琳）為主。即使後期加入了其他職業人士，例如：記者（盤翠瑩）、校長（何玉芬博士）及足球教練（陳婉婷），其比例仍少得可憐。

## 外部連結
- 青年事務委員會
  - 青年約章